# Kina + 17
Summit zemalja Srednje i Istočne Europe i Kine (zh. 中国-中东欧国家领导人会晤), zvan Kooperacija Kina + 17 i 17 + 1, godišnji summit.
Na ovom se summitu susreću šefovi vlada iz Kine i 16 europskih zemalja Srednje i Istočne Europe: 11 članica EU (Bugarske, Češke, Estonije, Hrvatske, Latvije, Litve, Mađarske, Poljske, Rumunjske, Slovačke i Slovenije) te 5 nečlanica EU (Albanije, BiH, Crne Gore, Sjeverne Makedonije i Srbije).
Kooperacija 16 + 1 osnovana je 2012. godine kao inicijative kineske vlade s ciljem promicanja poslovanja i ulagačkih odnosa između tih država, a unutar okvira kineske inicijative Novog Puta svile, službenog imena Inicijativa Pojas i cesta (Inicijativa Pojas i put). Posebna kooperacijska platforma između država Srednje i Istočne Europe i Kine izrasla je nakon ekonomskog i trgovinskog foruma Kina – Srednja i Istočna Europa održanog u Budimpešti 2011. godine.
Od summita u Hrvatskoj 2019. i Grčka je postala dijelom inicijative te će ubuduće se inicijativa zvati 17 + 1.
Područja kooperacije su: trgovina i ulaganja, povezanost, financije, poljodjelstvo, znanost i tehnologija, zdravstvo, kultura, odnosi među narodima. Nacionalni koordinatori redovno se susreću, svaki predstavlja svoju zemlju i podupire ga Tajništvo Kina – CEEC kojemu je sjedište u Pekingu.
Dosadašnji summiti:
- 2012. – Varšava, Poljska
- 2013. – Bukurešt, Rumunjska
- 2014. – Beograd,  Srbija
- 2015. – Suzhou, Kina
- 2016. – Riga, Latvija
- 2017. – Budimpešta, Mađarska
- 2018. – Sofija, Bugarska
- 2019. – Dubrovnik, Hrvatska (11. – 12. travnja)

Na marginama političkih sastanaka ovog summita održava se Poslovni forum zemalja Srednje i Istočne Europe i Kine. Poslovni forum prethodio je summitima.

## Vanjske poveznice
- Ivo Lovrić: »INICIJATIVA POJAS I CESTA« Zašto nije čudno što Kinezi nemaju razumijevanja za metode zapadne demokracije?, Glas Koncila. 3. ožujka 2019.

- Davor Dijanović: Kineska inicijativa “Pojas i put” – što donosi EU, SAD-u i Rusiji, a što Hrvatskoj? -Inicijativa Pojas i put, novi “Put svile”, HKV. 12. siječnja 2018.